# Traditor
Der Begriff Traditor (abgeleitet von lateinisch für Verräter) (gelegentlich auch Traditorbatterie, wenn es sich um mehr als ein Geschütz in gleicher Stellung handelte) ist eine artilleristische Anlage in einem Festungswerk, die verdeckt und vom Angreifer nicht sofort erkennbar ist.
Der Traditor (auch Zwischenraumstreiche genannt) ist primär dazu angelegt, um Tote Winkel, die durch die Hauptartillerie – bedingt durch die Bauart des Festungswerks oder auch durch die Geländebeschaffenheit nicht erreichbar sind, artilleristisch abzudecken. Im Gegensatz zu Kaponnieren oder Grabenstreichen, die für den Nahkampf ausgelegt waren, waren die Traditoren  mit mittelkalibrigen Kanonen ausgestattet (meist 7,5 cm bis 9 cm) die auf kurze bis mittlere  Entfernungen wirksam waren.

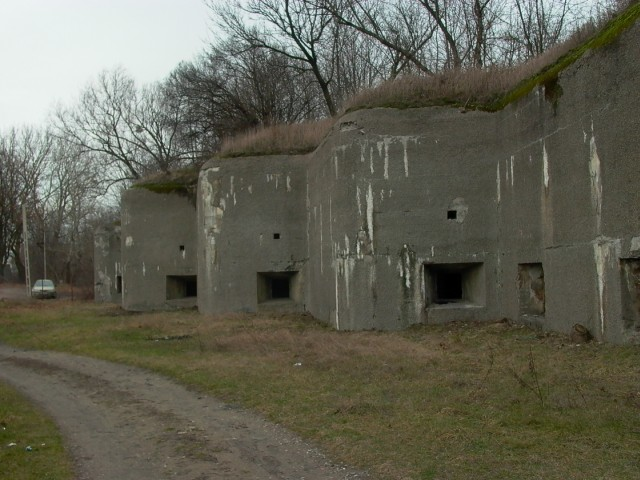
Traditorenbatterie der Festung Modlin
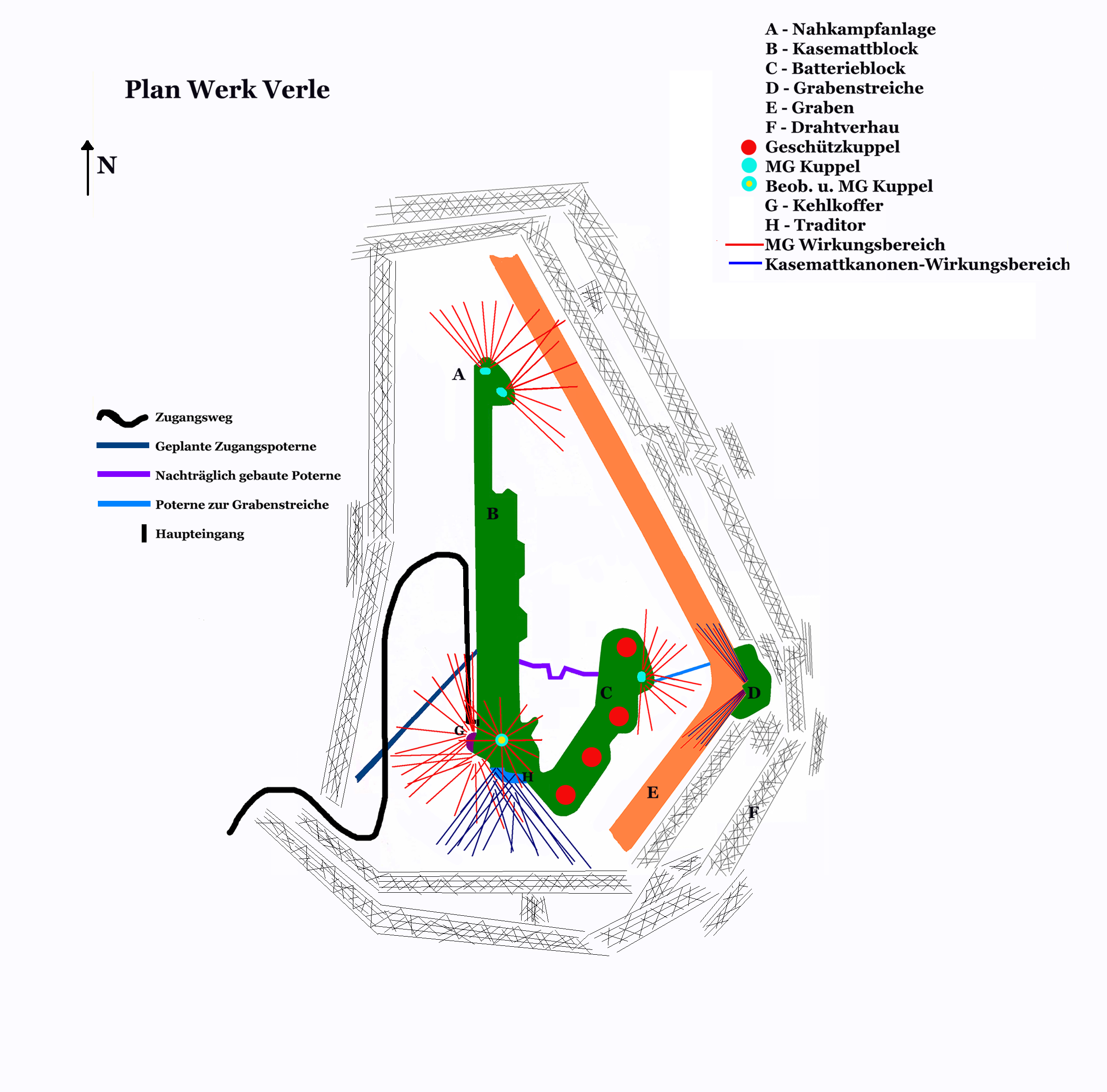
Festungswerk Verle mit Traditor in der rechten (südlichen) Flanke